# Picloxydine
Picloxydine (tên thương mại Vitabact ) là một chất khử trùng bisbiguanide được sử dụng trong thuốc nhỏ mắt. Nó có cấu trúc tương tự như chlorhexidine.